# Grand Prix de Ouest-France 2001
Il Grand Prix de Ouest-France 2001, sessantacinquesima edizione della corsa, si svolse il 2 settembre 2001 su un percorso totale di 198 km. Fu vinta dal belga Nico Mattan che terminò la gara in 4h30'39" alla media di 43,894 km/h.
Partenza con 145 ciclisti di cui 94 portarono a termine il percorso.

## Ordine d'arrivo (Top 10)
| Pos. | Corridore       | Squadra       | Tempo    |
| ---- | --------------- | ------------- | -------- |
| 1    | Nico Mattan     | Cofidis       | 4h30'39" |
| 2    | Patrice Halgand | Jean Delatour | a 1"     |
| 3    | Patrick Jonker  | Big Mat       | s.t.     |
| 4    | Serge Baguet    | Lotto-Adecco  | a 15"    |
| 5    | Mario Aerts     | Lotto-Adecco  | a 18"    |
| 6    | David Moncoutié | Cofidis       | a 25"    |
| 7    | Vincent Cali    | Collstrop     | a 59"    |
| 8    | Benoît Salmon   | AG2R Prév.    | s.t.     |
| 9    | Janek Tombak    | Cofidis       | s.t.     |
| 10   | Beat Zberg      | Rabobank      | s.t.     |